# Pelargoderus stellatus
Pelargoderus stellatus är en skalbaggsart som beskrevs av Francesco Vitali och Casadio 2007. Pelargoderus stellatus ingår i släktet Pelargoderus och familjen långhorningar. Inga underarter finns listade i Catalogue of Life.